# Crinum kirkii
Crinum kirkii är en amaryllisväxtart som beskrevs av John Gilbert Baker. Crinum kirkii ingår i släktet Crinum, och familjen amaryllisväxter. Inga underarter finns listade i Catalogue of Life.

## Bildgalleri

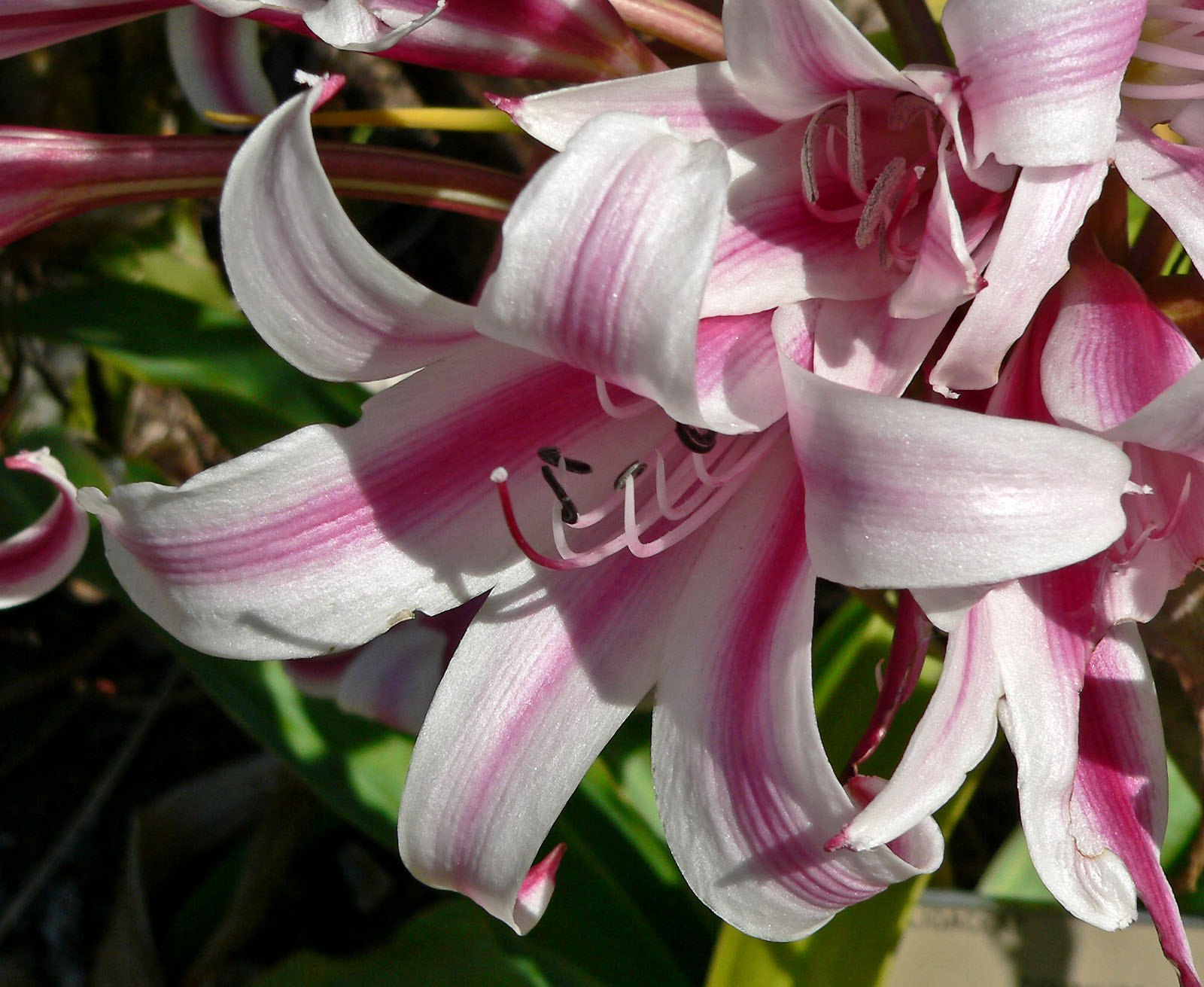
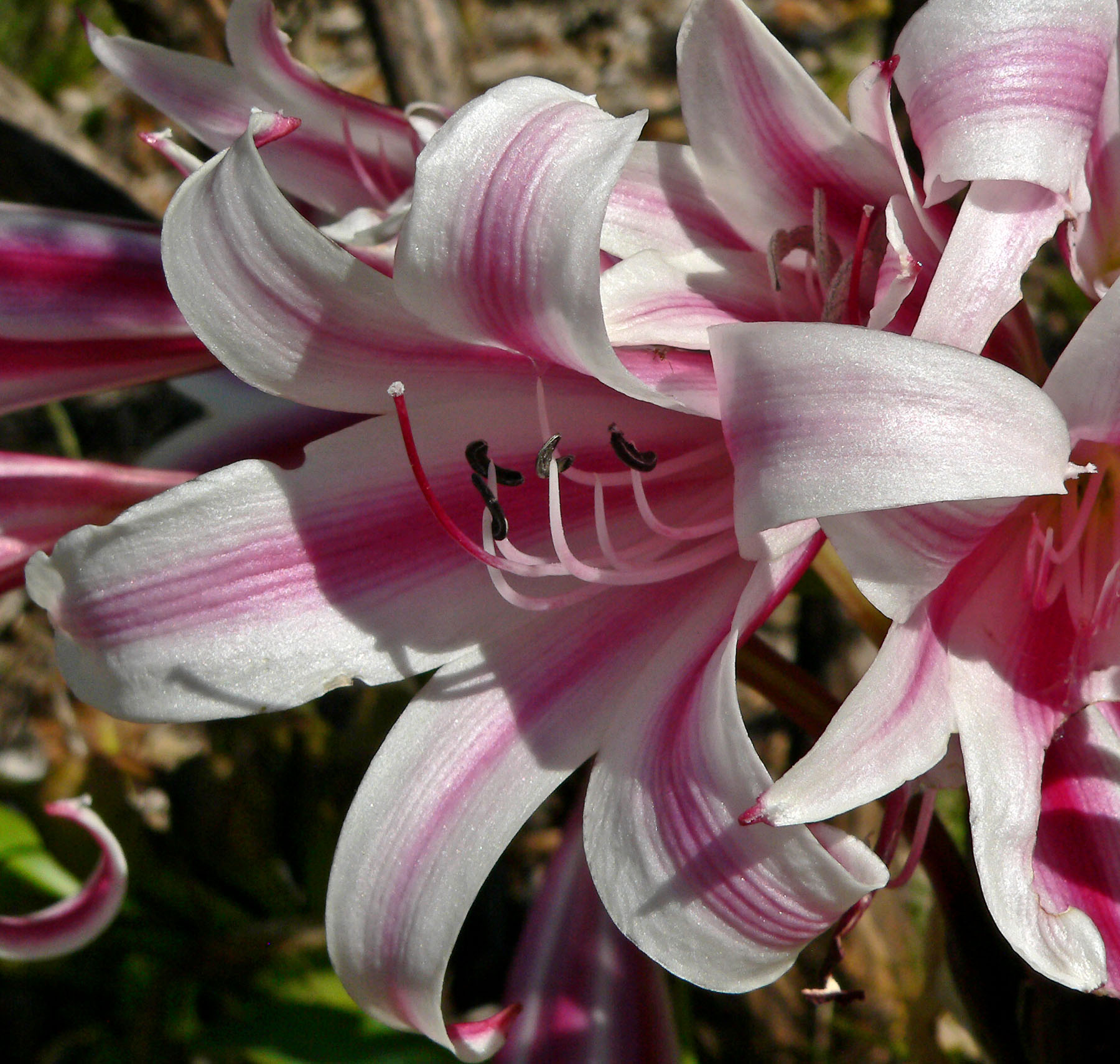